# Gekielde dravik
Gekielde dravik (Ceratochloa carinata, synoniem: Bromus carinatus) is een overblijvende plant, die behoort tot de grassenfamilie (Poaceae). De soort komt van nature voor in het westen van Noord-Amerika van  Alaska tot het noorden van Mexico en is van daar uit verspreid naar Europa. Het aantal chromosomen is 2n = 56.
De plant wordt 50-120 cm hoog. Het 20–30 cm lange en 5–10 mm brede blad is vrijwel kaal en heeft een puntige top. De bladschede is kaal of bovenaan behaard. Het tongetje is vliezig.
Gekielde dravik bloeit van juni tot in september. De bloeiwijze is een 15–30 cm lange pluim met lange zijtakken. De 30–40 mm lange lijn-lancetvormige aartjes zijn sterk afgeplat en hebben vijf tot elf bloemen. De kelkkafjes zijn scherp gekield en hebben een vlakke, spitse top. Het onderste kelkkafje heeft drie nerven en het bovenste kelkkafje vijf of meer. De kroonkafjes zijn bijna even lang. De kafnaald van het onderste kroonkafje is tot 10 mm lang. De meeldraden zijn 0,5 mm lang.
De vrucht is een ongeveer 1 mm lange graanvrucht.

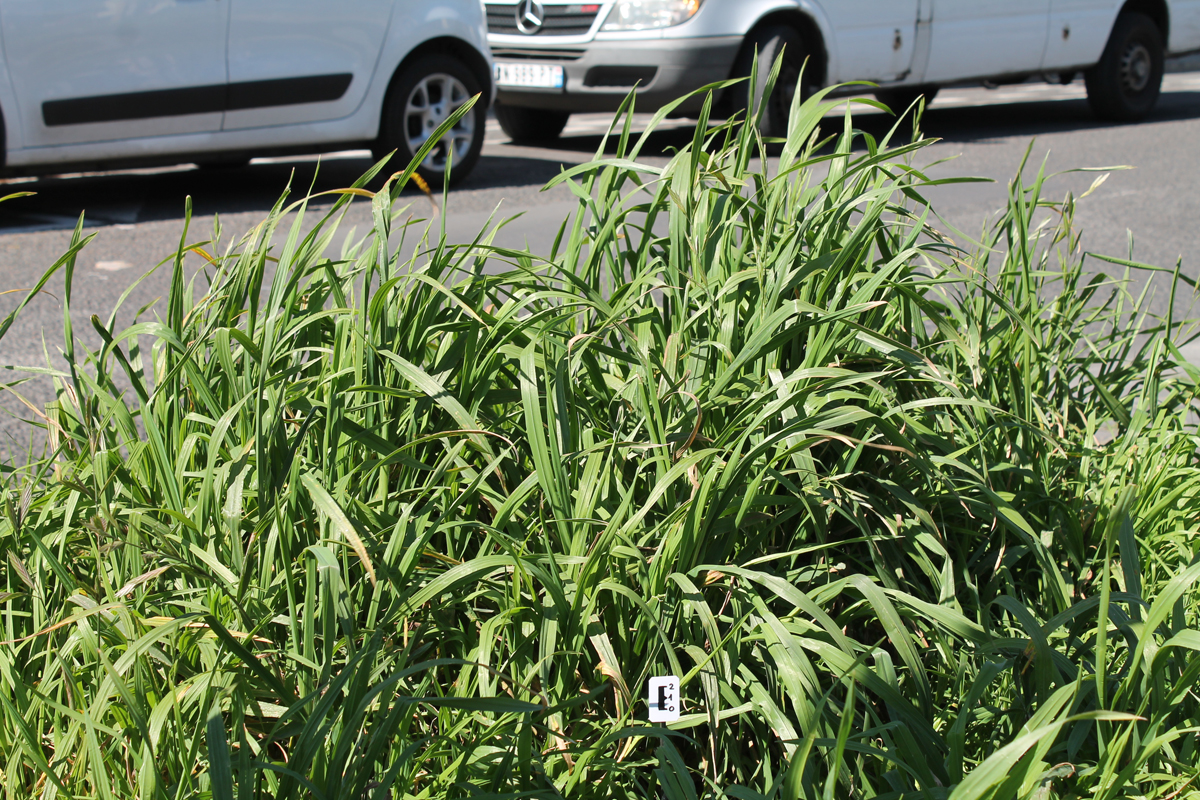
Planten
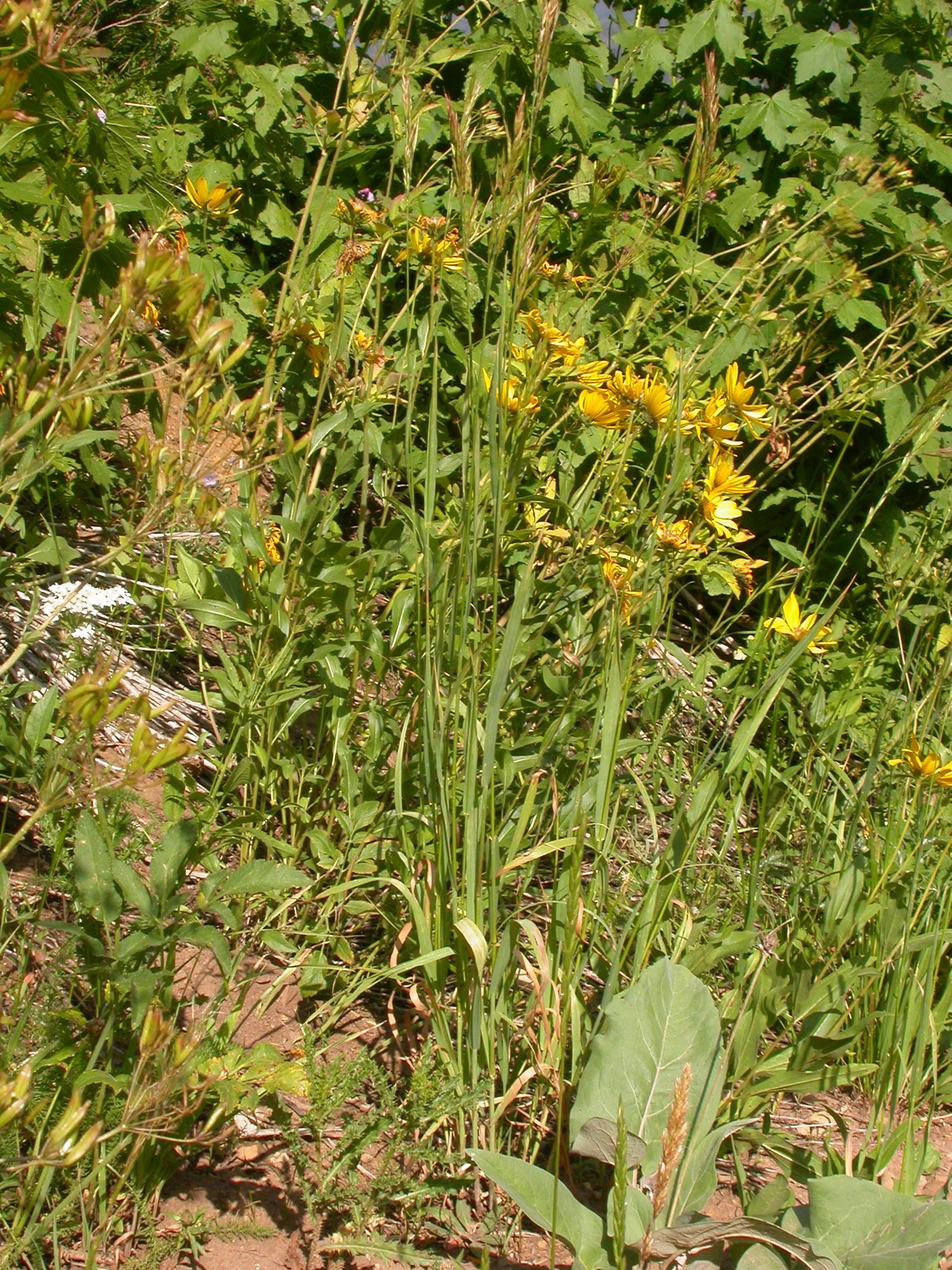
Plant
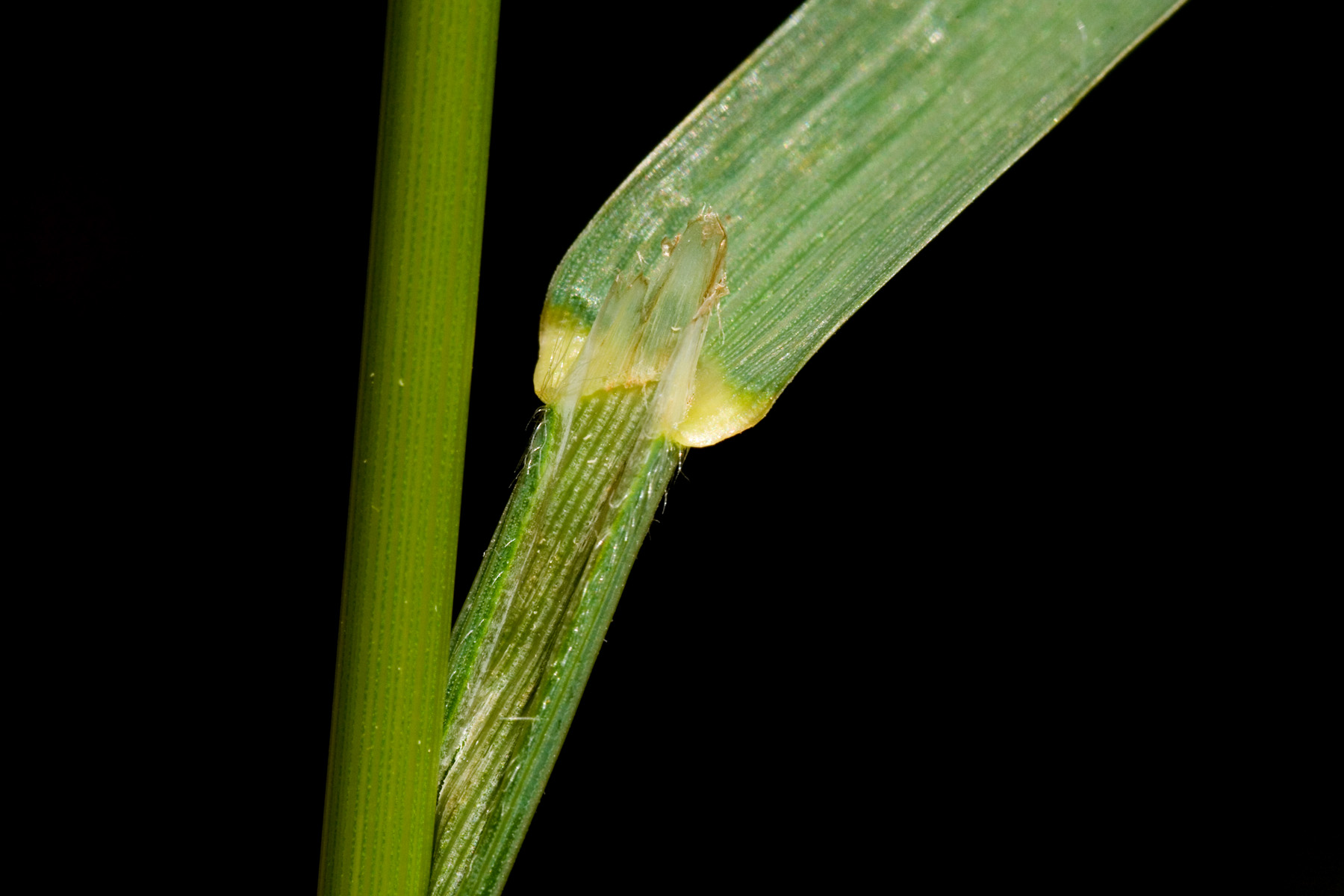
Bladschede met tongetje
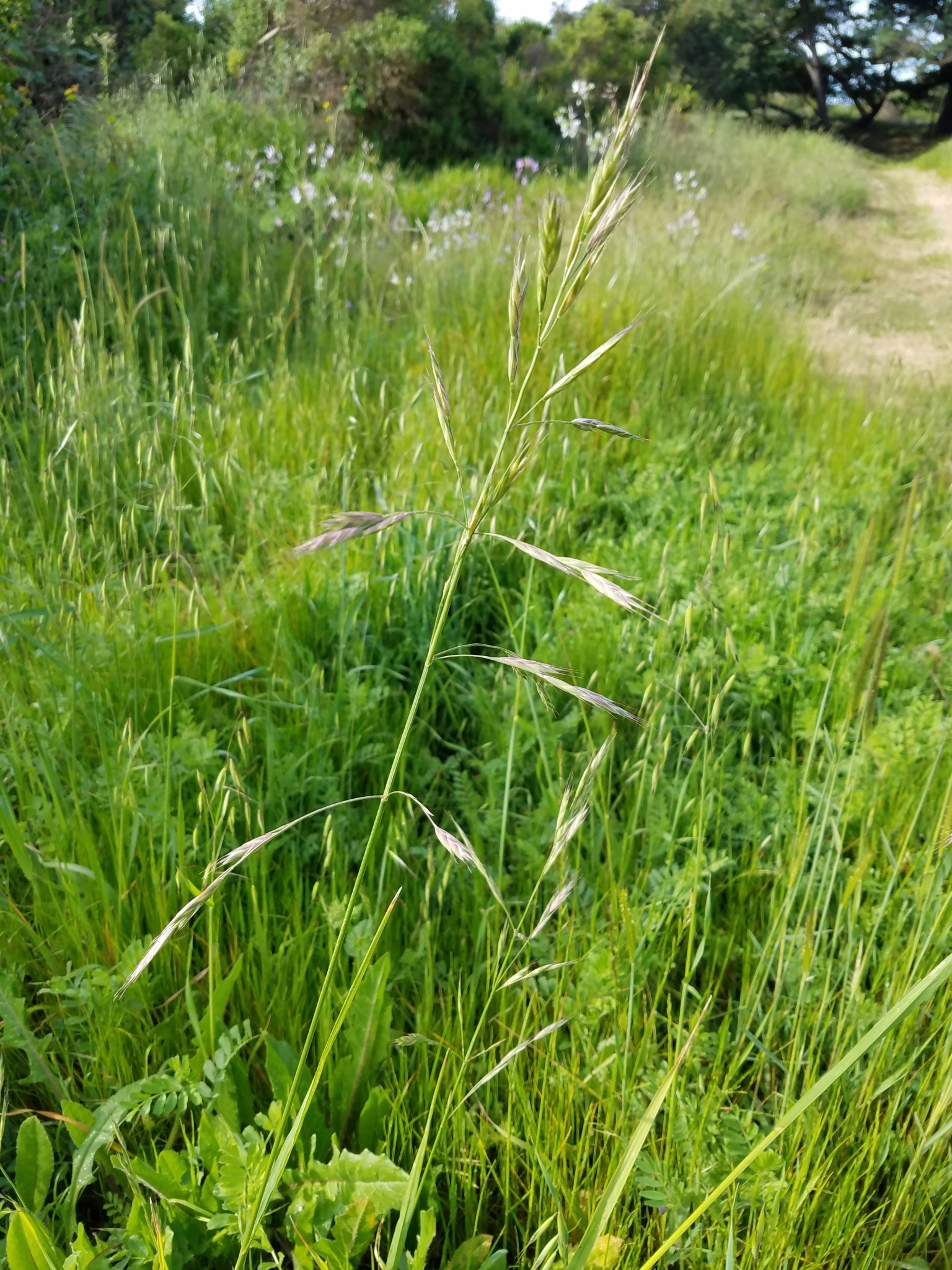
Pluim
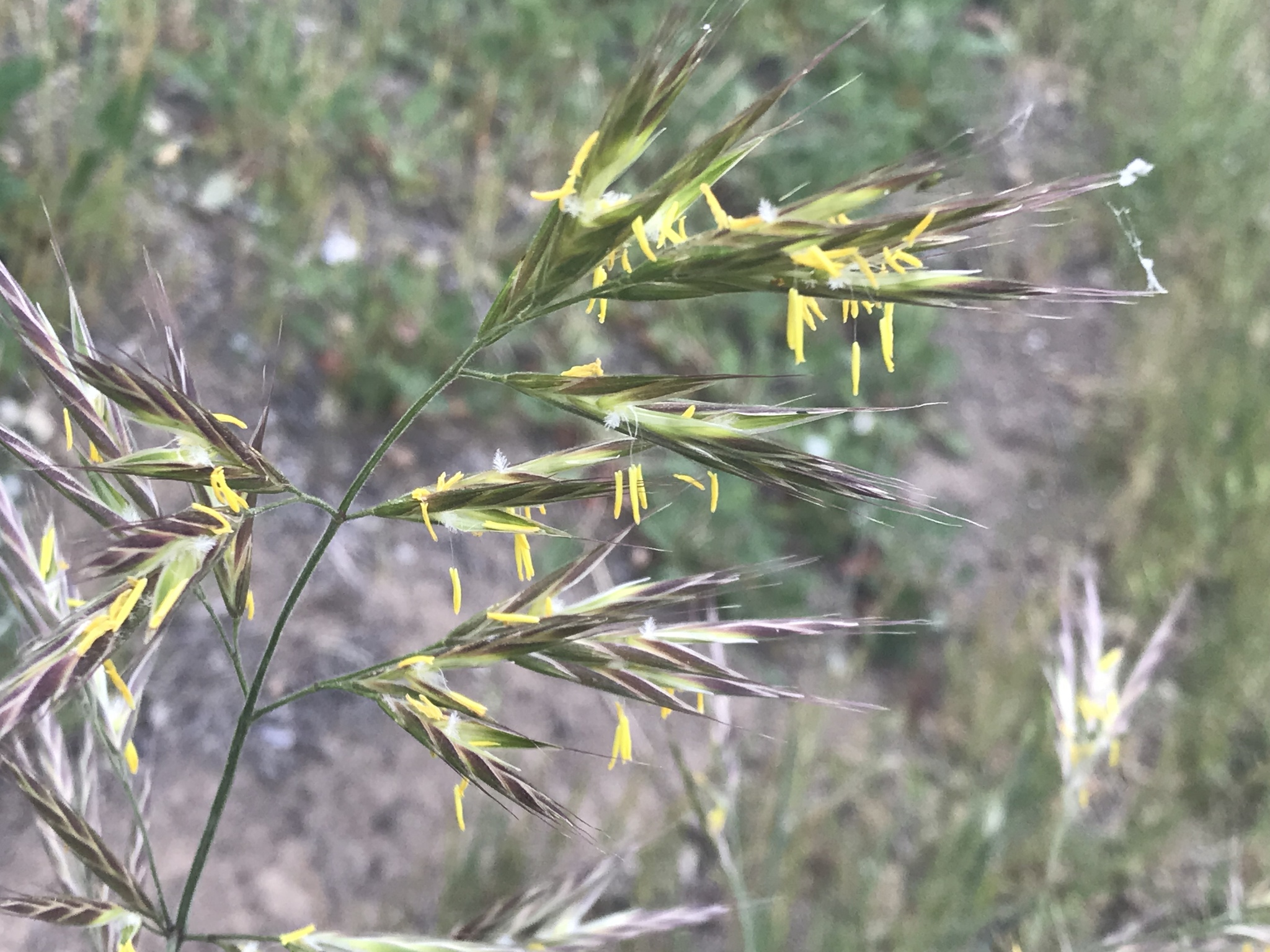
Bloeiende aartjes
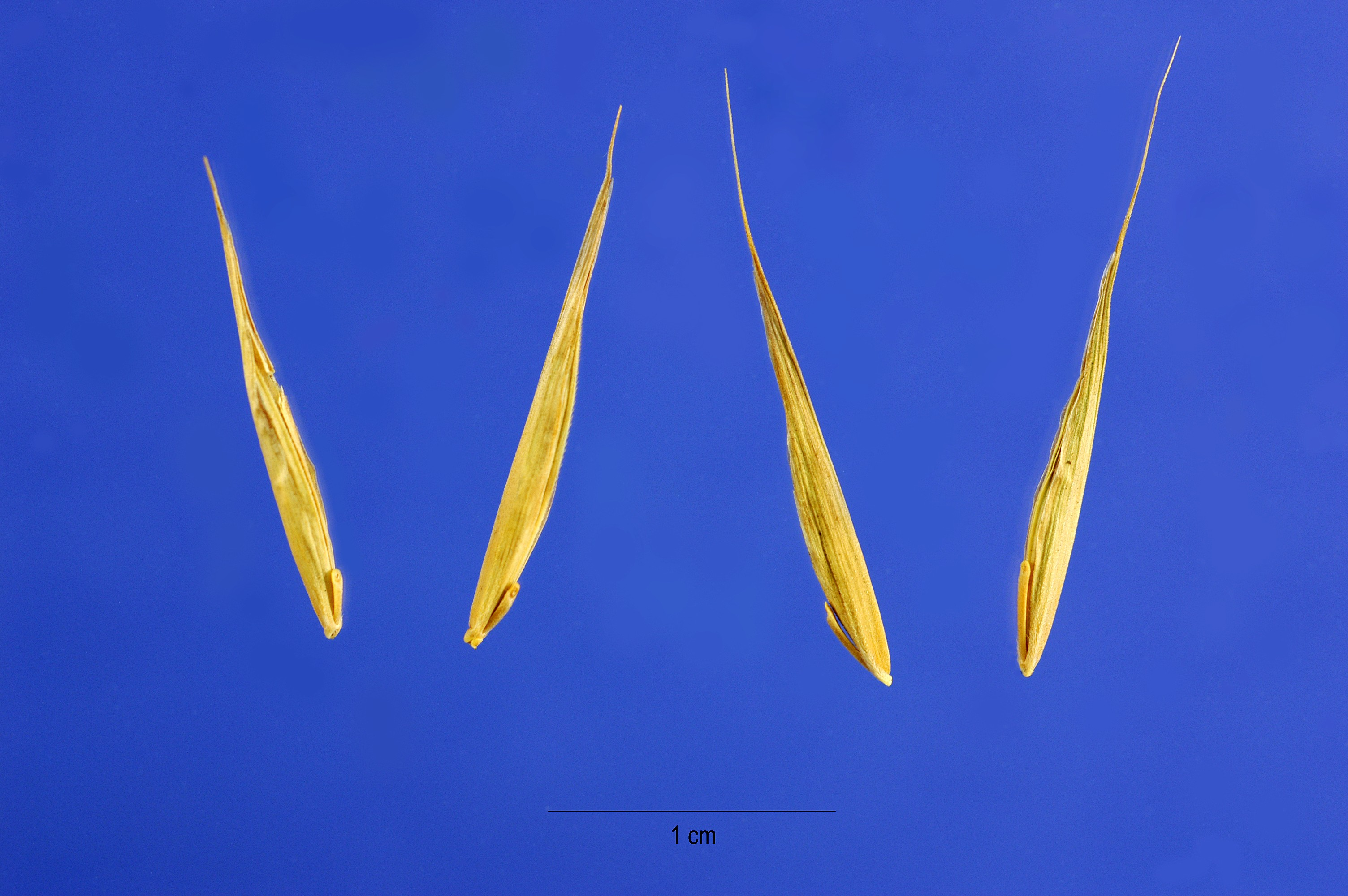
Vruchten

De plant komt voor op vochtige, voedselrijke, omgewerkte grond langs de weg, in bermen en grasland.